# 190th Air Refueling Wing

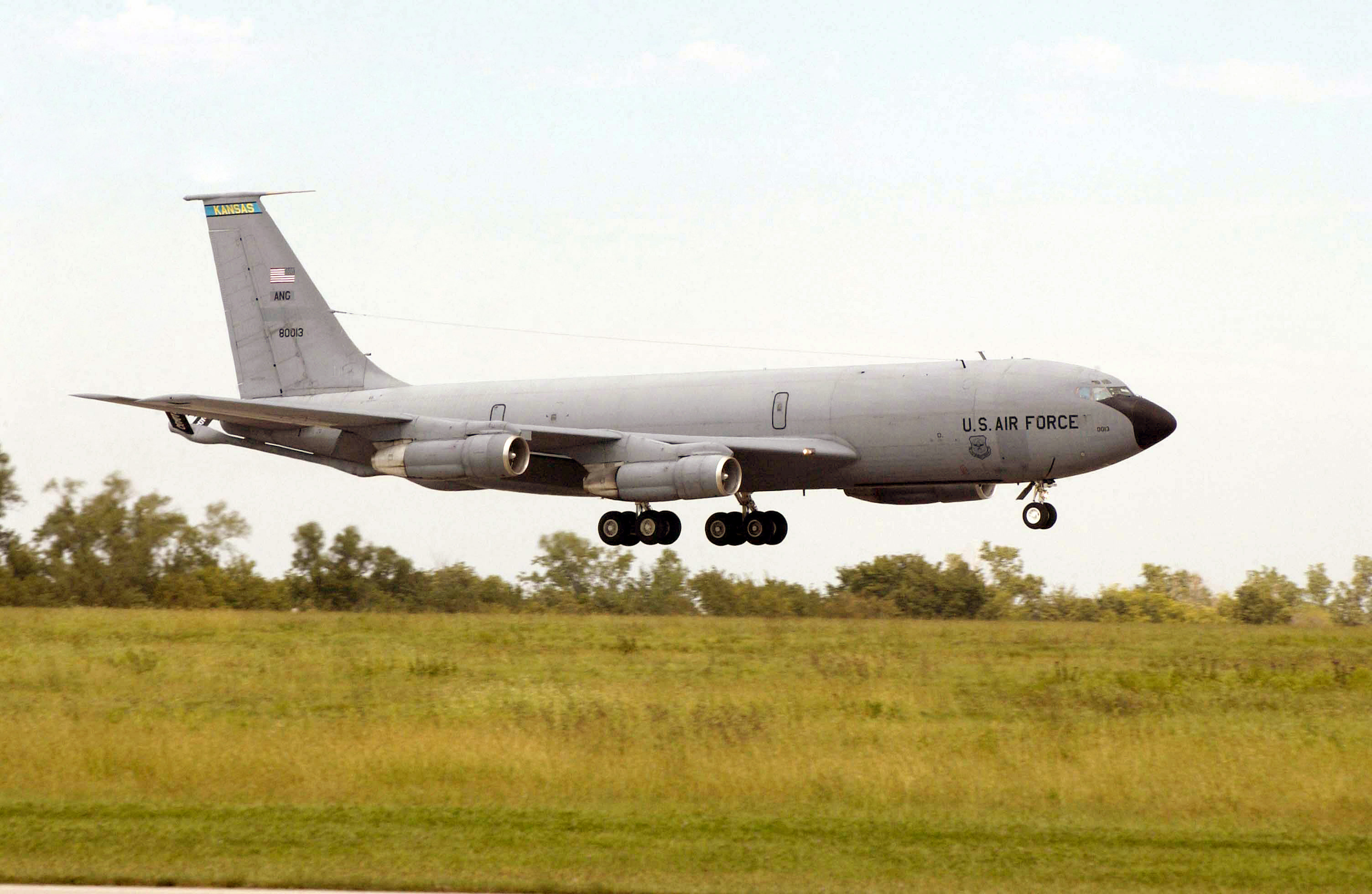
KC-135E dello Stormo

Il 190th Air Refueling Wing è uno Stormo da Rifornimento in volo della Kansas Air National Guard. Riporta direttamente all'Air Mobility Command quando attivato per il servizio federale. Il suo quartier generale è situato presso la Forbes Field Air National Guard Base, Kansas.

## Organizzazione
Attualmente, al settembre 2017, esso controlla:
- 190th Operations Group
  - 190th Operations Support Flight
  -  117th Air Refueling Squadron - Equipaggiato con KC-135R
- 190th Maintenance Group
  - 190th Aircraft Maintenance Squadron
  - 190th Maintenance Squadron
  - 190th Maintenance Support Flight
- 190th Mission Support Group
  - 190th Logistics Readiness Squadron
  - 190th Security Forces Squadron
  - 190th Civil Engineering Squadron
  - 190th Mission Support Flight
  - 190th Communications Flight
  - 190th Services Flight
- 190th Medical Group
- 127th Weather Flight